# 北村憲雄
北村 憲雄（きたむら のりお、1941年9月25日 - ）は、日本の実業家。福岡県出身。イタリアトヨタ社長CEOなどを経て、初代郵便事業会長兼CEOを務めた。

## 人物・経歴
福岡県立東筑高等学校を経て、1967年に鹿児島大学法文学部経済学科を卒業し、トヨタ自動車販売（現トヨタ自動車）に入社。トヨタ自動車のイタリアでの事業の立役者として知られ、1996年にはイタリアトヨタ社長CEOに就任。2002年にスペイントヨタ会長兼務。2005年にイタリアトヨタ会長。
2006年には日本郵政取締役となり、2007年から郵便事業会長兼CEOを務め、経営効率化を進めた。2009年には郵便事業会長となったがCEOから外れたため、「責任ある立場で、郵便事業の大胆な改革ができなくなった」として、2010年に郵便事業顧問に退いた。同年にトヨタ自動車顧問。2014年にサンリオ取締役。2016年にクリニプロ取締役。